# بزوژ-لا-پروز
بزوژ-لا-پروز (به فرانسوی: Bazouges-la-Pérouse) یک کمون (فرانسه) در فرانسه است که در ایل-ا-ویلن واقع شده‌است. بزوژ-لا-پروز ۵۸٫۱۸ کیلومتر مربع مساحت دارد.